# Groene-maïsceremonie
De groene-maïsceremonie was de sterk religieuze en sociale ceremonie van een aantal Noord-Amerikaanse volken uit de oostelijke gebieden, en werd zowel in de oude als moderne tijden gehouden. Deze heilige ceremonie vond plaats tijdens de eerste volle maan na de maïsoogst en wordt gekenmerkt door dans, feest, en religieuze dansen.
Bij de Cherokees werd in deze ceremonie Se-lu, de Maïsmoeder, vereerd. De eigenlijke naam van deze ceremonie in het Cherokee was Ah-ga-we-la  Se-lu-ut-si, wat "oude vrouw Maïsmoeder" betekent. 
De groene-maïsceremonie duurde in vroeger tijden vier dagen in de grote steden en twee dagen in de kleinere gemeenschappen. Het bestond voornamelijk uit dansen die door dansers in de heilige cirkel uitgevoerd werden. De ceremonie begon ermee dat alle  inwoners van de stad net voor zonsondergang naar een stromend water gingen. De mannen en vrouwen wasten en zalfden apart van elkaar de zeven plekken. Als de zon helemaal ondergegaan was, en de schemering inviel, begon de ceremonie.  De dansers werden gekozen uit jongen mannen en vrouwen van iedere clan, die heilige, van hertenleer gemaakte kleding aankregen.
De dansers voerden dan meerdere ronden van heilige dansen uit, die meestal 2 tot 4 uur lang duurden. De eerste dans eerde Asgaya Gigaei, de donderwezens van het westen. De volgende dans eerde Se-lu, de Maïsmoeder, en de oorlogsdans werd ook opgevoerd. Ook werden meerdere dansen opgevoerd die het planten en oogsten van de maïs voorstelden.
Binnen de danskring offerden de priester en de dansleider beiden een maïskolf, een adelaarsvleugel, maïsstuifmeel en andere offerandes aan de donderwezens en de geesten van de voorouders als uiting van dank voor een vruchtbare maïsoogst. De laatste dans van de ceremonie was de rendans, waarbij niet alleen de heilige dansers meededen, maar de hele gemeenschap in een sociaal gebeuren, waarbij ze de danskring inkwamen en een lange, kronkelende slang van dansers vormden die rond het vuur danste.
De dansers gebruikten bij alle dansen behalve de oorlogsdans en de rendans (die begeleid werd op een drum van een holle boomstam die bespannen was met hertenvel) ratelaars gemaakt van Kalebassen, die gevuld waren met kleine steentjes van een mierenheuvel en een stok van een boom die door de bliksem getroffen was. De dansers droegen tijdens de oorlogsdans roodgeverfde stokken van een Hickory. Tijdens de oorlogsdans mochten alle aanwezige mannelijke krijgers meedansen. De meeste dansen werden in stilte opgevoerd, met uitzondering van de oorlogsdans. Bij de oorlogsdans werd er gezongen: 
"ho-na-he ho-na-he ho-na-he ho-na-he"
Bij de dans van de donderwezens werd ook de drum gebruikt om de geluiden van de donder na te bootsen.
Tegen het eind van de eerste nacht van de ceremonie namen alle mensen kolen van het heilige vuur in de cirkel en kwamen de cirkel binnen, ook kwamen ze toen bij elkaar op bezoek. De nieuwe huisvuren zouden aangestoken worden met de geest van het vuur dat gezegend was door de donderwezens.
In veel steden brachten alle inwoners hun meubels naar buiten en verbrandden ze die in het centrum van de stad als een symbool van vernieuwing bij de nieuwe maïsoogst. Daarna werd er nieuw meubilair en gezamenlijke spullen gemaakt voor de clan.
Kleine overtredingen van de clanwet en de religieuze wet alsook schulden werden tijdens de ceremonie gewoonlijk vergeven of kwijtgescholden, als een symbool van hergeboorte en een nieuw begin, waardoor geen afwijkingen van de oude religieuze wetten mogelijk waren ten behoeve van de saamhorigheid in de gemeenschap en de samenhang als onderdeel van de traditionele cultuur in de oude tijden.